# Mystic Rumba
Albums de Arthur H
L'Homme du monde
(2008) Baba Love
(2011)
Mystic Rumba est un album d'Arthur H. Ce double album a été enregistré en piano/voix.

## Liste des titres
Mystic
| No  | Titre                           | Durée |
| --- | ------------------------------- | ----- |
| 1.  | Luna Park                       | 4:35  |
| 2.  | Le Baiser de la Lune            | 4:17  |
| 3.  | Bo Derek                        | 3:29  |
| 4.  | Nancy & Tarzan                  | 3:26  |
| 5.  | Est-ce que tu aimes ?           | 4:26  |
| 6.  | Naïve derviche                  | 2:52  |
| 7.  | Mon nom est Kevin B.            | 3:39  |
| 8.  | Lily Dale                       | 4:54  |
| 9.  | Le Chercheur d'or               | 5:30  |
| 10. | Raïssa                          | 5:25  |
| 11. | Soleil d'hiver (inédit)         | 4:06  |
| 12. | L'Égyptienne du Molino (inédit) | 7:20  |

Rumba
| No  | Titre                            | Durée |
| --- | -------------------------------- | ----- |
| 1.  | The Lady of Shangaï              | 5:56  |
| 2.  | Le Jardin des Délices            | 3:52  |
| 3.  | Mystic Rhumba                    | 4:55  |
| 4.  | Ma dernière nuit à New York City | 4:56  |
| 5.  | L'Abondanse                      | 4:01  |
| 6.  | Les Trois Petits Nains (inédit)  | 4:47  |
| 7.  | Anabelle                         | 3:39  |
| 8.  | Adieu tristesse                  | 3:38  |
| 9.  | Tout ce qui était perdu (inédit) | 2:20  |
| 10. | Naissance d'un soleil            | 4:34  |
| 11. | Marilyn Kaddish                  | 5:39  |
| 12. | Cosmonaute père & fils           | 7:47  |